# Bleikorrosion
Bleikorrosion (oder auch Bleifraß) ist ein Korrosionsprozess von Blei, der an der Oberfläche gefährdeter Gegenstände mit der Bildung hellgrauer Krusten beginnt, dann bei fortschreitendem Verfall zur Abrundung der scharfen Krustenkanten führt und schließlich bei Lochfraß mit Kavernenbildung und einer immer tiefgreifenderen Zerstörung endet.
An der Luft läuft Blei infolge des Oxidationsprozesses grau an. Dabei bilden sich Blei(II)-oxid (PbO) und Bleihydroxid (Pb(OH)2). Letzteres reagiert mit dem Kohlenstoffdioxid der Luft und bildet basisches Blei(II)-carbonat Pb(OH)2 · 2 PbCO3, wodurch das darunterliegende Metall vor weiterer Korrosion geschützt wird.
Mit Chlor reagiert Blei zu Blei(II)-chlorid, mit Schwefel zu Blei(II)-sulfid:
{\displaystyle \mathrm {Pb+Cl_{2}\longrightarrow PbCl_{2};\ \Delta H=-359\ {\frac {kJ}{mol}}} }
{\displaystyle \mathrm {Pb+S\longrightarrow PbS;\ \Delta H=-94\ {\frac {kJ}{mol}}} }
Unter dem Einfluss von Phosphorsäure, Flusssäure, Schwefelsäure und Salzsäure bildet sich ein dünner Schutzüberzug aus den gebildeten Salzen auf der Oberfläche von Metallgegenständen, die überwiegend aus Blei bestehen.
Bleifraß ist zu unterscheiden von der Zinnpest und von der Zerstörung durch Bleizucker.

## Beispiele

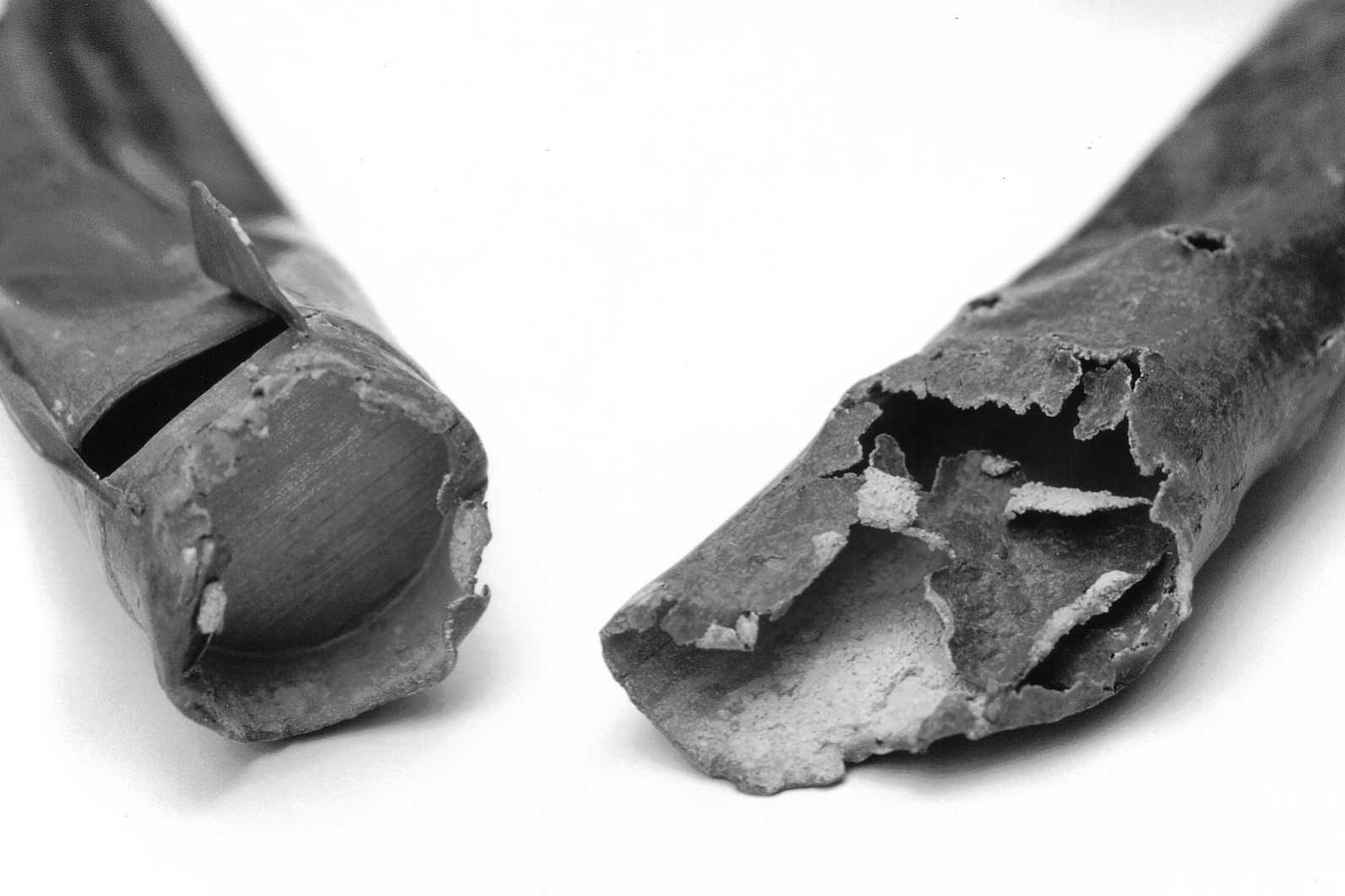
Korrodierte Pfeifen der Orgel von St. Kiliani (Höxter)

Bleifraß kann sowohl in denkmalpflegerischen Bereichen (historische Orgelpfeifen, Bleiglasfenster) als auch z. B. im Maschinenbau (Bleigleitlager) ein massives Problem darstellen.
An verschiedenen historisch bedeutsamen Orgeln sind durch Bleikorrosion immense Schäden am Pfeifenwerk entstanden. Heute geht man davon aus, dass diese Bleikorrosion vor allem auf Säuren zurückgeht, zum Beispiel Essigsäure im Eichenholz, das häufig im Orgelbau verwendet wird. Seit Ende des 20. Jahrhunderts sind Kirchengebäude besser isoliert und abgedichtet. Dadurch findet ein Austausch der Innenluft seltener statt, was zu einer dauerhaft erhöhten Luftfeuchte im Innenraum  führt. Zusammen mit der aus Eichenholz ausdunstenden Essigsäure beschleunigt die erhöhte Luftfeuchte wirksam den Bleifraß. Als präventive Gegenmaßnahme wurde schon früher das Eichenholz mit einem Kalkanstrich versehen, um den Austritt von Essigsäure erheblich zu verringern. Auch scheint ein Bad der Orgelpfeifen in Schwefelsäure eine Bleikorrosion zu verhindern. Ebenso hat eine Untersuchung ergeben, dass Bleilegierungen mit drei oder mehr Prozent Zinn besonders gut gegen Bleikorrosion geschützt sind.
Auch bei Letternmetall oder bei Bleiplomben, die als Siegel oder zur Anbringung von Zertifikaten genutzt wurden, stellt Bleikorrosion ein Problem dar.